# Harold William Rickett
Harold William Rickett ( 1896 - 1989 ) fue un botánico, bibliotecólogo, y profesor estadounidense. Nació en Inglaterra en 1896 y se trasladó a EE. UU. en 1911. Recibió su A.B. en 1917, el M.A. en 1920, y el doctorado en 1922 por la Universidad de Wisconsin, a pesar de sus dos primeros años de universidad fueron en la Universidad de Harvard. Desde la Facultad de Botánica de la Universidad de Misuri se trasladó al Jardín Botánico de Nueva York como asistente bibliógrafo (1939), avanzando a bibliógrafo en 1942. En 1959, asumió las responsabilidades adicionales de director interino adjunto de Botánica.
Fue un experto fotógrafo de flores silvestres.

## Algunas publicaciones
- 2012. Studies on the Morphology of Sphaerocarpos Donnellii Aust... Edición reimpresa de Nabu Press, 98 pp. ISBN 1276333722, ISBN 9781276333726

- 2012. The Green Earth: An Invitation to Botany. Ed. Literary Licensing, LLC, 358 pp. ISBN 1258315114, ISBN 9781258315115

- 1966. Wild Flowers of the United States: Texas. 2 vols. Con Rogers McVaugh. Editor William Campbell Steere & McGraw-Hill

- 1964. The Odyssey book of American wildflowers. Fotografías de Farrell Grehan. Ed. Odyssey Press, 252 pp.

- 1963. The New Field Book of American Wild Flowers. Putnam's Nature Field Books. 4ª ed. de Putnam, 414 pp.

- 1957. Botany for gardeners. Ed. Macmillan, 236 pp.

- 1952. Instructions for Laboratory Work in General Botany. Ed. Nostrand, 162 pp.

- 1946. La Tierra es verde: una invitación a la botánica. Biblioteca Conocimiento dirigida por M. Hurtado de Mendoza. Editor López, 342 pp.

- 1943. Diseases and Pests of Ornamental Plants. Con Bernard Ogilvie Dodge. Colaboró New York Botanical Garden. Ed. Jaques Cattell Press, 638 pp.

- 1931. Flora of Columbia, Missouri. Vol. 6. Ed. Univ. of Missouri, 84 pp.

- 1929. Laboratory Instructions for General Botany. Con William Jacob Robbins. Ed. D. Van Nostrand Co. Inc. 101 pp.

## Honores

### Membresías
- delegado de la Séptima, Octava y Noveno Congresos Internacionales de botánicos
- del consejo de redacción del Código Internacional de Nomenclatura Botánica
- desde 1956: secretario del Comité de Espermatófitas. Para ese trabajo, fue galardonado con una beca de la Fundación Nacional de Ciencias en 1958, y fondos por cuatro años en 1960

- La abreviatura «Rickett» se emplea para indicar a Harold William Rickett como autoridad en la descripción y clasificación científica de los vegetales.[3]